# MAWERA
Die Mawera GmbH (Eigenschreibweise: MAWERA) (vormals Viessmann Holzfeuerungsanlagen GmbH) ist ein in Hard ansässiges Unternehmen und produziert Heiztechnikanlagen mit einer Leistung bis 13.000 kW. Das 1975 gegründete Familienunternehmen wurde 2006 von Viessmann übernommen. Ab Januar 2015 trugen Firma und Marke des Unternehmens den Namen des Mutterkonzerns Viessmann. Seit 2021 ist MAWERA wieder ein eigenständiges Unternehmen.

## Geschichte von MAWERA
1975 erfolgte die Unternehmensgründung. 1976 wurde eine Verkaufs- und Serviceniederlassung in Wels (Oberösterreich) gegründet. 1979 errichtete Mawera ein neues Betriebs- und Bürogebäude für 15 Mitarbeiter und produzierte die weltweit erste mikroprozessorgesteuerte automatische Holzheizanlage. 1980 folgte die Gründung der Mawera Kessel & Maschinen GmbH in Lindau (BRD). 1981 erhielt das Unternehmen erstmals den Bayerischen Staatspreis, 1985 das Austria-Gütezeichen als erstes der Branche. 1988 folgte die zweite Verleihung des Bayerischen Staatspreises. 1989 zeichnete das Land Vorarlberg das Unternehmen erstmals mit seinem Innovationspreis aus. 1990 erfolgte die Gründung der Niederlassung in Zwickau (Sachsen) um neue Märkte in Osteuropa zu erschließen.
1991 wurde in Olang das mit 2 × 4 Megawatt (MW) Leistung größte Biomasse-Fernheizwerk Italiens errichtet. 1993 folgte eine Erweiterung der Absatzmärkte um Großbritannien und Irland, 1996 die Gründung der Mawera Italia s.r.l. in Bozen. 1998 erhielt das Unternehmen zum zweiten Mal den Innovationspreis des Landes Vorarlberg. 2000 wurde die erste Kraft-Wärme-Kälte-Kopplung mit Altholz realisiert, 2001 die erste Kraft-Wärme-Kopplung auf Basis des Stirlingmotors. 2002 wurde das Unternehmen Landessieger AdI (Arbeitsplätze durch Innovation) und zählte 120 Mitarbeiter. 2004 erhielt das Unternehmen zum dritten Mal den Innovationspreis des Landes Vorarlberg. Den größten Auftrag der Firmengeschichte führte Mawera im Jahr 2004 mit einer Gesamtwärmeleistung von 17,2 MW in Sterzing (Italien) aus. Ein weiterer Ausbau der Kapazitäten führte 2005 zu einer 50%igen Umsatzsteigerung. 2006 wurde Mawera von Viessmann übernommen. Im Januar 2015 wurde der Firmenname und die Marke auf Viessmann geändert. Seit 2021 ist MAWERA wieder eine eigenständige Marke. Neben der Marke MAWERA, werden auch die Marken Köb, Weiss, Müller und Bioflamm serviciert. 

## Niederlassungen
Österreich (Hauptsitz): Verkauf von Neuanlagen und Service für MAWERA, Köb.
Schweiz: Verkauf von Neuanlagen und Service für MAWERA, Köb und Müller. 
Deutschland: Verkauf von Neuanlagen und Service für MAWERA, Köb, Weiss und Bioflamm.
Italien: Verkauf von Neuanlagen und Service für MAWERA, Köb. 
Polen: Verkauf von Neuanlagen und Service für MAWERA, Köb. 